# Gilberto Simoni

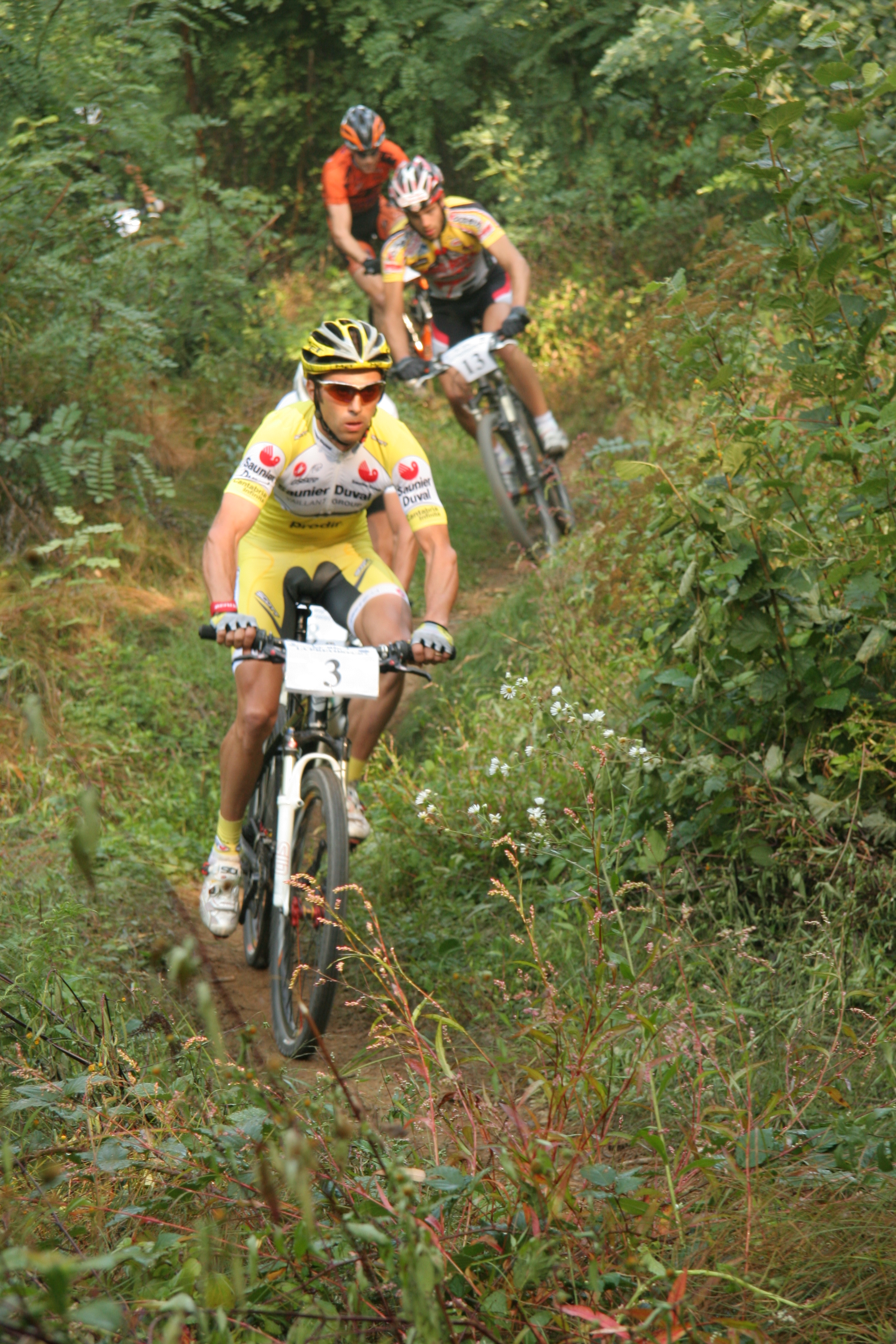
Podczas wyścigu MTB

Gilberto Simoni (ur. 28 sierpnia 1971 w Trydencie) – włoski kolarz szosowy, dwukrotny zwycięzca Giro d’Italia 2001 i 2003.
Odnosił liczne sukcesy w zawodowym peletonie od czasu swojego debiutu w 1994. Były zawodnik zespołów zawodowych Saeco, Lampre, Saunier Duval-Prodir oraz Serramenti PVC Diquigiovanni-Androni Giocattoli. Kolarz został przyłapany na zażywaniu kokainy. Przez to został w 2002 roku pozbawiony możliwości wzięcia udziału w zawodach Giro d’Italia, których był faworytem.

## Niektóre sukcesy
1997
- 1. miejsce - pierwszy etap Giro del Trentino

1998
- 6. miejsce - Giro di Lombardia

1999
- 1. miejsce - 4 etap Tour de Suisse
- 2. miejsce Giro del Trentino
- 3. miejsce Tour de Suisse - klasyfikacja ogólna wyścigu
- 3. miejsce Giro d’Italia - klasyfikacja ogólna

2000
- 1. miejsce: XIV etap Giro d’Italia
- 1. miejsce: XVI etap Vuelta a España
- 2 wygrane klasyki: Giro dell'Emilia, Criterium Cittá di Broni

2001
- Wygrana klasyfikacja ogólna w Giro d’Italia

2003
- Wygrana klasyfikacja ogólna w Giro d’Italia

2006
- 2. miejsce w klasyfikacji generalnej na Giro d’Italia